# Seututie 348
Pour les articles homonymes, voir Route 348.
La route régionale 348 (finnois : Seututie 348) est une route régionale allant de Riihiniemi à Mänttä-Vilppula jusqu'à Keuruu en Finlande,,.

## Présentation
La seututie 348 est une route régionale de Pirkanmaa et de Finlande centrale.
La route part de la route principale 58 à Riihiemi dans la municipalité de Mänttä-Vilppula.
Tout d'abord, la route s'étend sur environ 4,5 km, principalement à plat vers le nord-ouest. 
Ensuite, la route passe sous la ligne Tampere–Haapamäki et tourne vers le nord.
Peu de temps après, la route croise la seututie 344 et de Sammallammintie puis arrive à Vilppula ou elle traverse d'abord la voie ferrée  industrielle.
Plus loin, la route crouse la route régionale 347 et traverse le quartier d'Ajosharju. 
Ensepsuite, la route croise la route régionale 346 à la limite nord de la zone urbaine de la ville.
Après quelques kilomètres, la route arrive à Keuruu, où elle traverse d'abord les zones industrielles du quartier de Varissaari. 
Ensuite, la route traverse le passage à niveau de la ligne Haapamäki–Jyväskylä et serpente toujours entre Kortesalmi et Matalasalmi avant de se terminer à son intersection avec la route nationale 23 à l'ouest du centre de Keuruu.